# Централен (район на Пловдив)
Район Централен е един от шестте района на град Пловдив.

## Разположение и структура
Границите на района са – на изток – булевардите „Източен“ и „Асеновградско шосе“, на юг – жп линия Свиленград-Пловдив, на запад – жп линия Централна гара Пловдив – Филипово и на север – северният бряг на река Марица, включително остров Адата.
Районът включва в себе си кварталите:
- „Стария град“
- „Капана“
- „Гроздов пазар“
- „Мараша“
- „Адата“
- „Хаджи Хасан махала“
- „Съдийски квартал“
- „Католишки квартал“
- „Военна болница“

Официално по-голямата част от района се води „Централна градска част“, като това покрива карето между булевардите „Руски“, „Христо Ботев“, „Цар Борис III Обединител” и „Шести септември“. Районът около „Духовна семинария“ няма официално название като отделен квартал. В миналото частта на юг от Джамбаз тепе е била известна като „Католишки квартал“, сега тази част е размита между булевард „Мария Луиза“, „Централна градска част“, улица „Богомил“, магазин „Евмолпия“ и квартал „Каменица I“. С названието жк „Младежки хълм“ се означава зона от хълма до булевард „Свобода“. Новите жилищни сгради около спортната зала „Колодрума“ започват да обособява нов квартал „Колодрума“.

## История
Голяма част от улиците на „Централен“ са павирани със сиенитени кубове, изработени от съборения 7-и хълм на града – Марковия (Марково тепе).
Районът в сегашните си граници е създаден със Закона за териториално деление на Столичната община и големите градове през 1995 г.

## Население
В него живеят около 77 500 жители (според данните от преброяването от 2011 година).

## Администрация
Кметове на района:
- Димитър Хаджипетров (1995-1999)
- Чавдар Тенев (1999-2002)
- Лазар Лазаров (2002-2003)
- Александър Дяков (2003-2007)
- Райна Петрова (2007-2014)
- Георги Титюков (2014-2015)
- Георги Стаменов (2015-)

На територията се намират следните административни служби:
- Служба по геодезия, картография и кадастър към Агенция по геодезия, картография и кадастър
- Регионална инспекция по околната среда и водите към Министерство на околната среда и горите
- Дирекция социално подпомагане към Министерството на труда и социалната политика
- Бюро по труда към Агенция по заетостта
- Дирекция горско стопанство към Изпълнителна агенция по горите
- Районна железопътна администрация към БДЖ
- Териториално поделение на НОИ
- Съдебна палата
- Окръжен съд
- Апелативна прокуратура
- Областна администрация Пловдив
- Областно управление на МВР
- Регионална служба пожарна безопасност и защита на населението
- Общински детски комплекс

На територята на района се намира и админситрацията на Община Родопи.

## Инфраструктура
Районът покрива територията на античния град Филипопол и Старинен Пловдив. Освен тях на територията на района е изградена модерна инфраструктура. Известни улици са Главната и „Иван Вазов“.

### Tърговия
В „Централен“ има концентрация на търговски центрове и офиси, заведения и обществени сгради.

### Здравеопазване и социални домове
На територията на района функционират следните здравни и социални заведения:
- МБАЛ „ВМА“ с медицински център.
- МБАЛ „Св. Мина“
- МБАЛ „Тримонциум“
- Диагностично-консултативен център „Св. Георги“
- Център за спешна медицинска помощ
- Комплексен онкологичен център
- Детски терапевтичен център
- Диагностично-консултативен център 2
- Диагностично-консултативен център 6
- Пансион за деца и юноши, лишени от родителски права „Княгиня Мария-Луиза“
- Дневен център за възрастни

### Училища
В района се намират следните учебни заведения.

#### Университети
- Пловдивски университет
- Медицински университет
- Университет по хранителни технологии
- Православна духовна академия „Св. св. Кирил и Методий“
- Академия за музикално, танцово и изобразително изкуство
- Филиал на Техническия университет – София

#### Средни училища
- Национална художествена гимназия „Цанко Лавренов“
- Национално училище за музикално и танцово изкуство „Добрин Петков“
- Националната гимназия за сценични и екранни изкуства
- Профилирана хуманитарна гимназия „Св. св. Кирил и Методий“
- Национална търговска гимназия
- Православна духовна семинария
- СУ „Св. Паисий Хилендарски“
- СУ „Св. Патриарх Евтимий“
- СУ „Цар Симеон Велики“
- СУ „Климент Охридски“
- СУ „Любен Каравелов“
- Частно средно училище „Дружба“
- Частна профилирана гимназия „Класик“
- Частна професионална гимназия „Академик Любомир Илиев“
- ПГ по битова техника
- ПГ по облекло
- ПГ по вътрешна архитектура и дървообработване
- ПГ по електротехника и електроника

#### Основни училища
- ОУ „Душо Хаджидеков“
- ОУ „Гео Милев“
- ОУ „Княз Александър I“
- ОУ „Кочо Честименски“
- ОУ „Д-р Петър Берон“
- ОУ „Алеко Константинов“
- ОУ „екзарх Антим I“
- ОУ „Виктория и Киркор Тютюнджиян“
- Основно болнично училище „Св. Иван Рилски“

### Институти
- Филиал на Национален институт по метеорология и хидрология

## Култура, спорт и забележителности
В районът се намират повечето от забележителностите на града – римския стадион, римския одеон, форума, античния театър, часовниковата кула, пешеходната улица „Княз Александър I“.
На територията на района се намират Спортен комплекс „Академик“ със спортна зала „Академик“ и зала „Колодрума“.

### Паркове
Въпреки че районът е най-силно урбанизирана, територията му е озеленена. В района се намират парковите пространства на
- Цар-Симеоновата градина с популярните Пеещи фонтани, проектирана и благоустроена от прочутия Люсиен Шевалас.[4]
- Дондуковата градина (известна и като Тиквата) – също проектирана и благоустроена Люсиен Шевалас
- Хълм на младостта с тенис кортове
- Хълм на освободителите с летен театър „Пловдив“
- Хълм с часовника с лятно кино „Орфей“

### Паметници
Повечето паметници в Пловдив са на територията на района.
Районът е наситен с множество паметници и постаменти на бележити личности и събития, свързани с историята на града. Най-известните са паметниците
- на Съединена България (площад „Съединение“),
- на Освободителите (на Хълма на изворите – Бунарджика),
- на Гюро Михайлов (до Военния клуб),
- на Захарий Стоянов (в Дондуковата градина),
- на Сашо Сладура (в двора на Музикалната академия),
- на Мильо (пред Стъпалата), и много други.

### Храмове
Повечето храмове в Пловдив са на територията на района.